# 1972년 동계 올림픽 메달 집계
1972년 동계 올림픽 메달 집계는 1972년 동계 올림픽에서 획득한 메달 순으로 매긴 각국의 국가 올림픽 위원회들의 목록이다.

## 메달 집계
다음은 국제 올림픽 위원회에서 제공하는 정보를 토대로 한 표로, 금메달 · 은메달 · 동메달의 수 순서로 랭킹을 매긴다. 금은동의 수가 모두 동률일 경우, 같은 순위가 되고 IOC 국가 부호의 알파벳 순으로 목록에 표시한다.
주최국인 일본은 연보라색으로 표시되어 있다.
| 순위 | 국가           | 금메달 | 은메달 | 동메달 | 합계 |
| ---- | -------------- | ------ | ------ | ------ | ---- |
| 1    | 소련           | 8      | 5      | 3      | 16   |
| 2    | 동독           | 4      | 3      | 7      | 14   |
| 3    | 스위스         | 4      | 3      | 3      | 10   |
| 4    | 네덜란드       | 4      | 3      | 2      | 9    |
| 5    | 미국           | 3      | 2      | 3      | 8    |
| 6    | 서독           | 3      | 1      | 1      | 5    |
| 7    | 노르웨이       | 2      | 5      | 5      | 12   |
| 8    | 이탈리아       | 2      | 2      | 1      | 5    |
| 9    | 오스트리아     | 1      | 2      | 2      | 5    |
| 10   | 스웨덴         | 1      | 1      | 2      | 4    |
| 11   | 일본           | 1      | 1      | 1      | 3    |
| 12   | 체코슬로바키아 | 1      | 0      | 2      | 3    |
| 13   | 폴란드         | 1      | 0      | 0      | 1    |
| 13   | 스페인         | 1      | 0      | 0      | 1    |
| 15   | 핀란드         | 0      | 4      | 1      | 5    |
| 16   | 프랑스         | 0      | 1      | 2      | 3    |
| 17   | 캐나다         | 0      | 1      | 0      | 1    |
| 합계 | 합계           | 36     | 34     | 35     | 105  |

## 같이 보기
- 1972년 하계 올림픽 메달 집계